# Fibra muscular

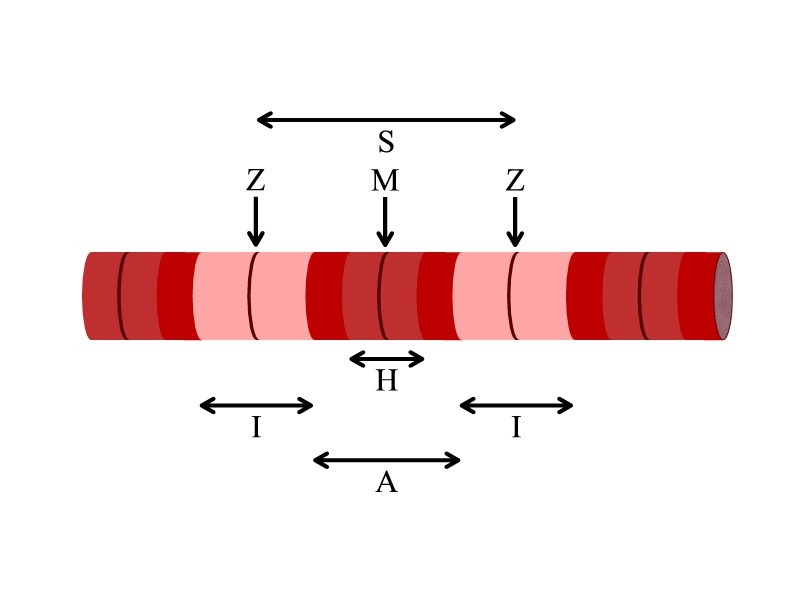
S = sarcòmer, A = banda-A, I = banda-I, H = zona-H, Z = línia-Z, M = línia-M.

El miòcit, fibra muscular o cèl·lula muscular és una cèl·lula fusiforme i multinuclear amb capacitat de contraure's i de la qual estan compostos el teixit muscular i els músculs dels animals. Hi ha dos tipus de fibres musculars: les fibres musculars llises i les fibres musculars estriades. La membrana cel·lular de la fibra muscular s'anomena sarcolema i el citoplasma sarcoplasma. Conté orgànuls cel·lulars, nucli cel·lular, mioglobina i un complex citoesquelet ric en proteïnes fibroses anomenades actina i miosina la principal propietat de les quals (contractilitat) és la d'escurçar la seva llargada quan són sotmeses a un estímul de tipus químic o elèctric.

## Estructura
L'anatomia microscòpica inusual d'una cèl·lula muscular va donar lloc a la seva terminologia. El citoplasma d'una cèl·lula muscular s'anomena sarcoplasma⁣; el reticle endoplasmàtic llis d'una cèl·lula muscular s'anomena reticle sarcoplasmàtic⁣; i la membrana cel·lular d'una cèl·lula muscular s'anomena sarcolemma. El sarcolemma rep i condueix estímuls.

### Cèl·lules del múscul esquelètic

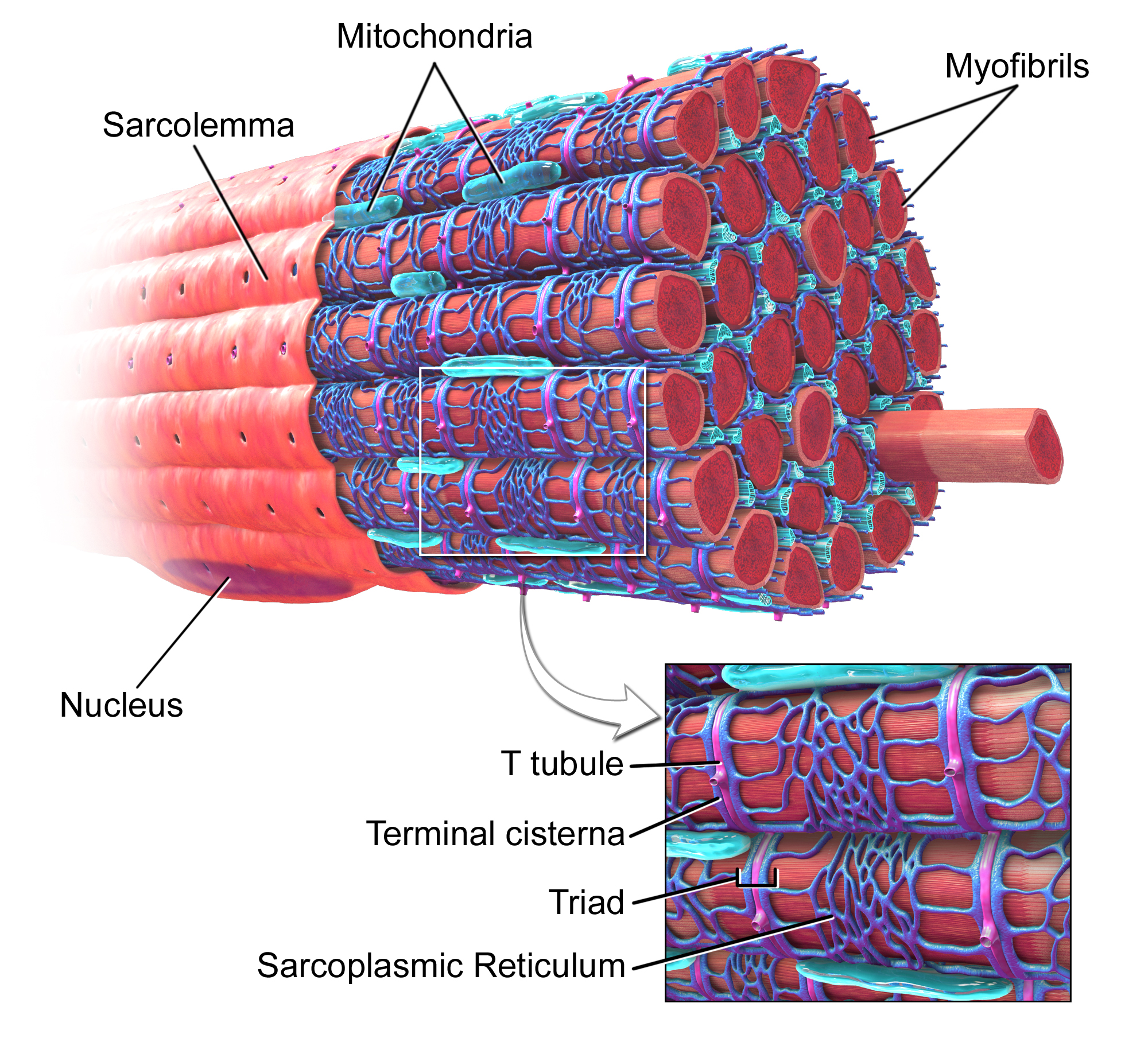
Diagrama de l'estructura de la fibra muscular esquelètica

Les cèl·lules del múscul esquelètic són les cèl·lules contràctils individuals dins d'un múscul i es coneixen més habitualment com a fibres musculars a causa de la seva aparença filiforme més llarga. Un sol múscul com el bíceps braquial en un home humà adult jove conté unes 253.000 fibres musculars. Les fibres musculars esquelètiques són les úniques cèl·lules musculars que estan multinucleades amb els nuclis que normalment es coneixen com a mionuclis. Això succeeix durant la miogènesi amb la fusió de mioblasts, cadascun aportant un nucli a la cèl·lula muscular o miotub acabada de formar. La fusió depèn de proteïnes específiques del múscul conegudes com a fusògens anomenades myomaker i myomerger.
Una fibra muscular estriada conté miofibril·les que consisteixen en llargues cadenes proteiques de miofilaments. Hi ha tres tipus de miofilaments: prims, gruixuts i elàstics que treballen conjuntament per produir una contracció muscular. Els miofilaments prims són filaments majoritàriament d'⁣actina i els filaments gruixuts són majoritàriament de miosina i llisquen uns sobre els altres per escurçar la longitud de la fibra en una contracció muscular. El tercer tipus de miofilament és un filament elàstic compost per titina, una proteïna molt gran.
En les estries de les bandes musculars, la miosina forma els filaments foscos que formen la banda A. Els filaments prims d'actina són els filaments lleugers que formen la banda I. La unitat contràctil més petita de la fibra s'anomena sarcòmer que és una unitat que es repeteix dins de dues bandes Z. El sarcoplasma també conté glicogen que proporciona energia a la cèl·lula durant l'exercici intens, i mioglobina, el pigment vermell que emmagatzema l'oxigen fins que es necessita per a l'activitat muscular.
El reticle sarcoplasmàtic, un tipus especialitzat de reticle endoplasmàtic llis, forma una xarxa al voltant de cada miofibril·la de la fibra muscular. Aquesta xarxa està formada per agrupacions de dos sacs extrems dilatats anomenats cisternes terminals, i un únic túbul T (túbul transversal), que perfora la cèl·lula i emergeix a l'altre costat; conjuntament aquests tres components formen les tríades que existeixen dins de la xarxa del reticle sarcoplasmàtic, en què cada túbul T té dues cisternes terminals a cada costat. El reticle sarcoplasmàtic serveix com a reservori d'ions de calci, de manera que quan un potencial d'acció s'estén sobre el túbul T, indica al reticle sarcoplasmàtic que alliberi ions de calci dels canals de membrana tancats per estimular la contracció muscular.
En el múscul esquelètic, a l'extrem de cada fibra muscular, la capa externa del sarcolema es combina amb les fibres tendinoses a la unió miotendinosa. Dins de la fibra muscular pressionada contra el sarcolema hi ha nuclis aplanats multiplicats; embriològicament, aquesta condició multinucleada resulta de la fusió de múltiples mioblasts per produir cada fibra muscular, on cada mioblast aporta un nucli.

### Cèl·lules musculars cardíaques
La membrana cel·lular d'una cèl·lula del múscul cardíac té diverses regions especialitzades, que poden incloure el disc intercalat i els túbuls transversals. La membrana cel·lular està coberta per una capa làmina d'aproximadament 50 nm d'ample. La capa laminar és separable en dues capes; la làmina densa i la làmina lúcida. Entre aquestes dues capes hi poden haver diversos tipus diferents d'ions, inclòs el calci.
El múscul cardíac com el múscul esquelètic també està estriat i les cèl·lules contenen miofibrils, miofilaments i sarcòmers com a cèl·lula del múscul esquelètic. La membrana cel·lular està ancorada al citoesquelet de la cèl·lula mitjançant fibres d'ancoratge d'aproximadament 10 nm d'ample. Aquests generalment se situen a les línies Z de manera que formen solcs i emanen túbuls transversals. En els miòcits cardíacs, això forma una superfície.
El citoesquelet és del que es construeix la resta de la cèl·lula i té dues finalitats principals; el primer és estabilitzar la topografia dels components intracel·lulars i el segon és ajudar a controlar la mida i la forma de la cèl·lula. Tot i que la primera funció és important per als processos bioquímics, la segona és crucial per definir la relació superfície-volum de la cèl·lula. Això influeix molt en les propietats elèctriques potencials de les cèl·lules excitables. A més, la desviació de la forma i mida estàndard de la cèl·lula pot tenir un impacte pronòstic negatiu.

### Cèl·lules musculars llises
Les cèl·lules musculars llises s'anomenen així perquè no tenen ni miofibril·les ni sarcòmers i, per tant, no tenen estries. Es troben a les parets dels òrgans buits, inclosos l'⁣estómac, els intestins, la bufeta i l'úter, a les parets dels vasos sanguinis i als tractes dels sistemes respiratori, urinari i reproductor. Als ulls, els músculs ciliars es dilaten i contrauen l'⁣iris i alteren la forma del cristal·lí. A la pell, les cèl·lules musculars llises com les de l'arrector de pili fan que el cabell es mantingui dret en resposta al fred o la por.
Les cèl·lules musculars llises tenen forma de fus amb mitjans amples i extrems afilats. Tenen un sol nucli i oscil·len entre els 30 i els 200 micròmetres de longitud. Això és milers de vegades més curt que les fibres del múscul esquelètic. El diàmetre de les seves cèl·lules també és molt més petit, cosa que elimina la necessitat de túbuls T que es troben a les cèl·lules musculars estriades. Tot i que les cèl·lules musculars llises no tenen sarcòmers i miofibrils, sí que contenen grans quantitats de les proteïnes contràctils actina i miosina. Els filaments d'actina estan ancorats per cossos densos (similars als discs Z dels sarcòmers) al sarcolema.

## Desenvolupament
Un mioblast és una cèl·lula precursora embrionària que es diferencia per donar lloc als diferents tipus de cèl·lules musculars. La diferenciació està regulada per factors reguladors miogènics, com MyoD, Myf5, miogenina i MRF4. GATA4 i GATA6 també tenen un paper en la diferenciació de miòcits.
Les fibres del múscul esquelètic es fan quan els mioblasts es fusionen; Per tant, les fibres musculars són cèl·lules amb múltiples nuclis, conegudes com a mionuclis, amb cada nucli cel·lular originari d'un únic mioblast. La fusió dels mioblasts és específica del múscul esquelètic, i no del múscul cardíac ni del múscul llis.
Els mioblasts del múscul esquelètic que no formen fibres musculars es desdiferencien de nou en cèl·lules miosatèl·lits. Aquestes cèl·lules satèl·lit romanen adjacents a una fibra muscular esquelètica, situada entre el sarcolema i la membrana basal de l'⁣endomisi (la inversió de teixit connectiu que divideix els fascicles musculars en fibres individuals). Per reactivar la miogènesi, les cèl·lules satèl·lit s'han d'estimular perquè es diferenciïn en noves fibres.
Els mioblasts i els seus derivats, incloses les cèl·lules satèl·lits, ara es poden generar in vitro mitjançant la diferenciació dirigida de cèl·lules mare pluripotents.
Kindlin-2 té un paper en l'allargament del desenvolupament durant la miogènesi.

## Funció de contracció muscular

### Contracció del múscul esquelètic
Quan es contrauen, els filaments prims i gruixuts llisquen entre si mitjançant l'ús de trifosfat d'adenosina. Això apropa els discos Z en un procés anomenat mecanisme de filament lliscant. La contracció de tots els sarcòmers provoca la contracció de tota la fibra muscular. Aquesta contracció del miòcit es desencadena pel potencial d'acció sobre la membrana cel·lular del miòcit. El potencial d'acció utilitza túbuls transversals per anar des de la superfície fins a l'interior del miòcit, que és continu dins de la membrana cel·lular. Els retícules sarcoplasmàtics són bosses membranoses que toquen els túbuls transversals però romanen separats. Aquests s'emboliquen al voltant de cada sarcòmer i s'omplen de Ca 2+.
L'excitació d'un miòcit provoca la despolarització a les seves sinapsis, les unions neuromusculars, que desencadena un potencial d'acció. Amb una unió neuromuscular singular, cada fibra muscular rep l'entrada d'una sola neurona eferent somàtica. El potencial d'acció en una neurona eferent somàtica provoca l'alliberament del neurotransmissor acetilcolina.
Quan s'allibera l'acetilcolina, es difon a través de la sinapsi i s'uneix a un receptor del sarcolema, un terme exclusiu de les cèl·lules musculars que fa referència a la membrana cel·lular. Això inicia un impuls que viatja a través del sarcolema.
Quan el potencial d'acció arriba al reticle sarcoplasmàtic desencadena l'alliberament de Ca 2+ dels canals de Ca 2+. El Ca 2+ flueix des del reticle sarcoplasmàtic al sarcòmer amb els seus dos filaments. Això fa que els filaments comencin a lliscar i que els sarcòmers es facin més curts. Això requereix una gran quantitat d'ATP, ja que s'utilitza tant en la fixació com en l'alliberament de cada cap de miosina. Molt ràpidament, el Ca 2+ es transporta activament de nou al reticle sarcoplasmàtic, que bloqueja la interacció entre el filament prim i el gruixut. Això al seu torn fa que la cèl·lula muscular es relaxi.
Hi ha quatre tipus principals de contracció muscular: contracció, trepa, tètanus i isomètrica/isotònica. La contracció de contracció és el procés en què un sol estímul indica una única contracció. En la contracció de contracció, la durada de la contracció pot variar en funció de la mida de la cèl·lula muscular. Durant la trepa (o sumació) els músculs de contracció no comencen amb la màxima eficiència; en canvi, aconsegueixen una major força de contracció a causa d'estímuls repetits. El tètanus implica una contracció sostinguda dels músculs a causa d'una sèrie d'estímuls ràpids, que poden continuar fins que els músculs es cansen. Les contraccions isomètriques són contraccions del múscul esquelètic que no provoquen moviment del múscul. Tanmateix, les contraccions isotòniques són contraccions del múscul esquelètic que sí que provoquen moviment.

### Contracció del múscul cardíac
Els músculs cardíacs especialitzats al node sinusal generen impulsos elèctrics que controlen la freqüència cardíaca. Aquests impulsos elèctrics coordinen la contracció al llarg del múscul cardíac restant mitjançant el sistema de conducció elèctrica del cor. L'activitat del node sinoauricular està modulada, al seu torn, per fibres nervioses tant del sistema nerviós simpàtic com del parasimpàtic. Aquests sistemes actuen per augmentar i disminuir, respectivament, la velocitat de producció d'impulsos elèctrics pel node sinoauricular.